# Leisha Hailey
Leisha Hailey (* 11. července 1971, Okinawa, Japonsko) je americká herečka a hudebnice. Známá především díky roli Alice Pieszecki ze seriálu televizní stanice Showtime Láska je Láska. Působila v popovém duu The Murmurs. V současnosti je spoluhráčkou Camily Grey v hudební skupině Uh Huh Her.

## Životopis
Narodila se v Japonsku, ale vyrostla v Bellevue, předměstí Omahy v Nebrasce. Ve svých 17 letech se přiznala ke své homosexuální orientaci a následně se přestěhovala do New Yorku, kde nastoupila na Americkou akademii dramatických umění.

## Kariéra

### Hudba
Se svou spolužačkou z Americké akademie dramatických umění Heather Grody založila v roce 1991 hudební skupinu The Murmurs. Po vydání několika alb se vydaly na putovní festival Lilith Fair. V roce 2001 se přejmenovaly na Gush. Kapela se rozpadla poté, co Leisha přijala roli v televizním seriálu Láska je Láska.
V červenci roku 2007 Leisha Hailey a Camila Grey založily elektropopové duo Uh Huh Her a vydaly první EP s názvem I See Red. O rok později vyšlo jejich plnohodnotné album Common Reaction.
Leisha Hailey spolupracovala na písni kolumbijské zpěvačky Shakiry "Don't Bother", která vyšla v roce 2007 jako součást alba Oral Fixation Vol. 2.

### Herectví
Její nejznámější filmová role je Lucy z filmu All Over Me, ve kterém hrála lesbickou rokerku. V roce 2003 se proslavila rolí Alice Pieszecki, bisexuálně zaměřenou postavou ze seriálu Láska je Láska (The L Word). V roce 2009 ztvárnila těhotnou novomanželku v cenami ověnčeném nezávislém filmu La Cucina.
Natočila několik reklam na jogurty značky Yoplait  a také pro společnost BMW .

## Diskografie
s Uh Huh Her:
- 2007: I See Red EP
- 2008: Common Reaction
- 2011: Black and Blue EP
- 2011: Nocturnes

s Gush:
- 2001: Gush

s The Murmurs:
- 1991: Who We Are
- 1994: Murmurs
- 1994: White Rabbit EP
- 1994: America
- 1997: Pristine Smut
- 1998: Blender

## Filmografie
- 1997: All Over Me
- 1998: Some Girl
- 1999: Sleeping Beauties
- 2001: Size ’Em Up
- 2002: The Snowflake Crusade
- 2004–2009: Láska je Láska
- 2006: Chirurgové
- 2009: Make Up
- 2010: Fertile Ground